# Gegham Grigorjan
Gegham Mihrani Grigorjan [gɛʀam mihɹani gɹiɡoɹjan], auch Gegam Grigorian (armenisch Գեղամ Միհրանի Գրիգորյան; russisch Гегам Миронович (Мигранович) Григорян, Gegam Mironowitsch (Migranowitsch) Grigorjan; englisch Gegham Grigoryan; * 29. Januar 1951 in Jerewan, Armenische SSR, Sowjetunion; † 23. März 2016 in Jerewan, Armenien) war ein sowjetischer und armenischer Opernsänger (Tenor).

## Leben

### Ausbildung und Karrierebeginn
Gegham Grigorjan begann als Kind im Alter von sechs Jahren mit Violinunterricht. Ab dem Alter von 18 Jahren besuchte er das Staatliche Komitas-Konservatorium in Jerewan, wo er zunächst Chorleitung studierte. Nach einem Jahr, mit 19 Jahren, wechselte er dann zum Gesang. Im Alter von 20 Jahren gab er 1971 sein Bühnendebüt. 1972 ging er nach West-Berlin, wo er in Solo-Konzerten auftrat. Er setzte dann ab 1972 am Staatlichen Konservatorium Jerewan in der Gesangsklasse des armenischen Tenors, Gesangsprofessors und Volkskünstlers Sergei Danieljan seine Gesangsstudien fort. 1975 war er Preisträger beim Glinka-Gesangswettbewerb, später (1982) war er auch Preisträger beim Internationalen Tschaikowski-Wettbewerb in Moskau.
1975 debütierte er an der Armenischen Nationaloper in Jerewan mit der Rolle des Edgardo in Lucia di Lammermoor. Zu Beginn seiner Karriere sang er hauptsächlich lyrische Partien wie Graf Almaviva in Der Barbier von Sevilla und die Titelrolle in Gounods Oper Faust. Außerdem sang er lyrische Rollen in russischen und armenischen Opern.
1978 nahm er am Gesangswettbewerb der Opernschule der Mailänder Scala teil und gehörte zu den vier Gewinnern, die ihre Gesangsstudien an der Musikschule der Scala fortsetzen durften. Grigorjan studierte anschließend von 1978 bis 1980 zwei Jahre an der Opernschule der Scala. Während seiner Ausbildung in Italien trat er in verschiedenen, von der Scala und der Botschaft der UdSSR organisierten Konzerten auf. Bald folgte sein Debüt an der Mailänder Scala als Pinkerton in Madama Butterfly; später folgten Grigori/Dmitri in Boris Godunow und Cavaradossi in Tosca unter Claudio Abbado, dem damaligen Chefdirigenten der Scala.
1980 wurde er von Virgilijus Noreika, dem Direktor des Litauischen Nationaltheaters an das Opernhaus von Vilnius verpflichtet. Dort sang er u. a. Lenski in Eugen Onegin, Grigori/Dmitri in Boris Godunow, die Titelrolle in Don Carlos, Alfredo in La Traviata, Herzog in Rigoletto, Pinkerton in Madama Butterfly und zahlreiche weitere Partien des russischen und italienischen Fachs. Von 1980 bis 1988 war Grigorjan festes Ensemblemitglied des Litauischen Nationaltheaters. 1988 gastierte er am Opernhaus in Lemberg als Cavaradossi in Tosca; außerdem trat er am Bolschoi-Theater in Moskau auf. Im Mai 1989 sprang er an der Wiener Staatsoper ein einziges Mal kurzfristig als Cavaradossi ein.
1989 wurde er als „Erster Tenor“ an das Kirow-Theater Leningrad (seit 1992 Mariinski-Theater Sankt Petersburg) engagiert. Dort sang er nunmehr lyrische und jugendlich-dramatische Tenorrollen, u. a. Lenski, Hermann in Pique Dame und Pierre in Krieg und Frieden. 1993 sang er am Mariinski-Theater die Rolle des indischen Gastes (Kaufmann aus Indien) in einer Neuinszenierung der Oper Sadko. 1998 übernahm er dort die Rolle des Alvaro in einer Neuinszenierung der Oper La forza del destino. 2000 sang er am Mariinski-Theater die Titelrolle in Don Carlos.

### Gastspiele in Europa
In den Zeiten der UdSSR gehörte Grigorjan aus nicht näher bekannten Gründen zu den Künstlern, denen Gastspiele im westeuropäischen Ausland 10 Jahre lang nicht gestattet wurden. Er wurde auf der Liste der Künstler geführt, für die Ausreiseverbote bestanden. Anfang der 1990er Jahre, mit der allmählichen Öffnung der Sowjetunion, begann dann Grigorjans internationale Opernkarriere. Mit dem Ensemble des Petersburger Mariinski-Theaters trat er unter der musikalischen Leitung von Valery Gergiev bei Gastspieltourneen in Europa und Nordamerika auf.
In Westeuropa sang er zunächst in Amsterdam (Mai 1991 am Concertgebouw Amsterdam, als Gennaro in Lucrezia Borgia) und in Paris an der Opéra Bastille (als Pierre in Krieg und Frieden). Im März 1992 gastierte er mit dem Ensemble des Mariinski-Theaters mit Fürst Igor am Teatro Politeama in Palermo. In der Saison 1992/93 gastierte er am Concertgebouw Amsterdam im Januar 1993 in einer VARA-Produktion als „stimmlich idealer“ Alvaro in einer konzertanten Aufführung der Verdi-Oper La forza del destino. 1993 trat er am Concertgebouw Amsterdam auch mit dem Ensemble des Mariinski-Theaters als Wsewolod in Rimski-Korsakows Oper Die Legende von der unsichtbaren Stadt Kitesch und von der Jungfrau Fewronija auf. Im April 1993 gastierte er mit dem Ensemble der Kirow-Oper (St. Petersberg) als Hermann in Pique Dame in einer konzertanten Aufführung in der Alten Oper Frankfurt. Im Juli 1993 gab er mit der Partie des Lenski sein Debüt an der Covent Garden Opera in London. Im Sommer 1993 sang er bei den Opernfestspielen in den Caracalla-Thermen den Turiddu in Cavalleria rusticana; 1994 folgte an der Oper Rom der Radames in Aida.
Er trat am Teatro Carlo Felice in Genua auf (1994 als Pollione in Norma), am Opernhaus von Monte Carlo (1994 als Lenski, 1998 als Riccardo in Un ballo in maschera), am Teatro Comunale di Firenze (1995 als Riccardo, 1996 als Turiddu), beim Festival von Orange (1995 als Radames, 1996 als Alvaro), am Staatstheater Wiesbaden (1996 als Cavaradossi mit Eva Marton als Partnerin) und an der Hamburgischen Staatsoper (1997 als Manrico in Il trovatore). 1998 sang er an der Mailänder Scala die Partie des Wassili Golizyn in Chowanschtschina. Weitere Gastspiele folgten am Teatro La Fenice in Venedig (Spielzeit 1998/99 als Radames), im Festspielhaus Baden-Baden (1999 als Alvaro), am Opernhaus von Toulouse (1999 als Alvaro), am Opernhaus von Nizza (1999 als Turiddu) und am Gran Teatre del Liceu in Barcelona (2001 als Radames).

### Gastspiele in Übersee
1993 gastierte er als Dmitri in Boris Godunow mit dem Ensemble der Kirow-Oper (St. Petersburg) in New York City am Metropolitan Opera House. 1995 sang er den Pollione in Norma bei einer konzertanten Aufführung in Washington. 1995 gastierte er am Opernhaus von Santiago de Chile als Riccardo. Im Dezember 1995 gab er sein offizielles Debüt an der Metropolitan Opera als Hermann in Pique Dame; später trat er dort auch als Radames in Aida (Februar 2001) und als Graf Pierre Besuchow in Krieg und Frieden (Februar/März 2002) auf. Insbesondere in Krieg und Frieden „begeisterte“ er gemeinsam mit Anna Netrebko (Natascha) mit einer „herausragenden Leistung“.
1996 sang er in einer konzertanten Aufführung in Washington die Titelrolle in Ernani. 1998 gastierte er mit dem Ensemble des Mariinski-Theaters am Teatro Colón in Buenos Aires (als Grigori/Dmitri und als Golizyn); später (2000) sang er dort auch den Canio in Pagliacci. Diese Rolle sang er bereits in der Spielzeit 1998/99 am Opernhaus von Baltimore. In der Carnegie Hall trat er 1999 in der Oper Jolanthe auf. Im Sommer 2002 sang er in der Davies Symphony Hall in San Francisco mit „vollem, robustem Tenorklang“ die Rolle des Jaromir in der Ballettoper Mlada von Nikolai Rimski-Korsakow.

### Operndirektor und Tod
2000 wurde Grigorjan Künstlerischer Leiter am Armenischen Opern- und Ballett-Theater Jerewan; er leitete das Opernhaus, insbesondere nach Beendigung seiner aktiven Sängerlaufbahn, fast sieben Jahre. In dieser Zeit trat er auch als Opernregisseur hervor. Außerdem wirkte er als Gesangslehrer.
Grigorjan war „Verdienter Künstler der Republik Litauen“ und Volkskünstler der Republik Armenien. Er starb im März 2016 im Alter von 65 Jahren an den Folgen einer Leberzirrhose.

## Familie
In der ersten Ehe war er mit der litauischen Sopranistin Irena Milkevičiūtė (* 1947), Professorin an der Litauischen Musik- und Theaterakademie, verheiratet. Aus dieser Ehe stammt die Tochter Asmik Grigorian (* 1981), die ebenfalls Opernsängerin (Sopran) wurde.
Er heiratete danach die 20 Jahre jüngere Ballett-Tänzerin Walerija Obraszowa und hatte mit ihr zwei Söhne: Wartan (* 1992), der Dirigent wurde, und Tigran Grigorjan.

## Tondokumente
Grigorjans wichtige Opernrollen wie Lenski, Hermann (Aufnahme Mai 1992; mit „jugendlich-heldischer, schön timbrierter, höhensicherer Stimme“ in „einer der besten Besetzungen des Hermann auf Platten“), Vaudemont in Jolanthe; Alvaro sind auf Schallplatte u. a. bei Philips dokumentiert; außerdem liegen Gesamtaufnahmen der Opern Sadko, Fürst Igor und Krieg und Frieden (Aufnahme 1991; erschienen 1993, in der Grigorjans „betörend lyrischer Tenor“ gelobt wurde) vor.
Von einigen Aufführungen sind auch Video-Mitschnitte vorhanden. Bei Arthaus/Naxos-Video erschien ein Mitschnitt von La forza del Destino (1998 aus dem Mariinski-Theater mit Grigorjan als Alvaro); bei Philips-Video sind sein Hermann in Pique Dame und Indischer Kaufmann in Sadko erschienen. 2005 erschien eine Verfilmung der Oper Norma mit Gegham Grigorjan als Pollione.